# Toxomerus crockeri
Toxomerus crockeri är en tvåvingeart som först beskrevs av Charles Howard Curran 1934.  Toxomerus crockeri ingår i släktet Toxomerus och familjen blomflugor. Inga underarter finns listade i Catalogue of Life.